# Ortenau
El Ortenau (històricament Mortenau) és una regió històrica d'Alemanya al modern Baden-Württemberg. El nom derivaria del celta dunum i mori (fortalesa del pantà) i s'esmenta per primer cop el 763 com a Mordunova. El seu centre a l'edat mitjana fou el castell d'Ortenberg. Ocupa el territori regat per un afluent de l'Elz i en els trams inferior pel Murg. Va pertànyer al ducat de Suàbia. El primer comte conegut del Mortenau fou Ebarhart, esmentat el 888. El 1007 el rei d'Alemanya Enric II el Sant (coronat emperador el 1014) va assignar le territori al bisbat de Bamberg. Com els bisbes de Bamberg no van poder consolidar el seu poder al comtatm aquest fou donat als ducs de Zähringen.
Després de l'extinció de la línia ducal dels Zähringen el 1218 va sorgir una controvèrsia entre els seus hereus (el marcgravi de Baden, el comte de Friburg, el comte de Furstenberg, els ducs de Teck), el bisbe d'Estrasburg en mans del qual havia estat abans de 1007, i el rei Frederic II Hohenstaufen (des 1220 emperador) que es van disputar el comtat de Mortenau. El rei acaba per imposar-se, de manera que el domini imperial dels Hohenstaufen (1218-1254) estava en una posició estranya. Frederic II era un vassall del duc de Suàbia (que va mantenir els drets dels comtats) o sigui dels bisbes de Bamberg, i els bisbes de Bamberg eren vassalls del rei alemany que al seu torn era Frederic II. Frederic va seguir gestionant el comtat per mitjà d'un agutzil o governador, Hermann I de Geroldseck.
Després que Conradí, net de Frederic II, va ser executat a Nàpols el 1268, l'imperi Hohenstaufen es va enfonsar. Mortenau va restar com un Landvogtei exercit per diversos senyors.
En 1314-1330 es van produir disputes entre Lluís de Baviera (de la casa de Wittelsbach) i Frederic IV el Bell d'Habsburg, que dominava els territoris veïns de Mortenau. Lluís de Baviera es va imposar a la mort de Frederic el Bell i llavors es va reconciliar amb els Habsburg signant el tractat d'Hagenauer el 6 d'agost de 1330. Des de llavors Lluís de Baviera va governar Ortenau i el va utilitzar per obtenir fons a curt termini o el suport de prínceps. Va cedir entre altres territoris, la vall de Harmersbach al comte de Furstenberg. El vogt (agutzil) va ser primer Rodolf de Baden, que va intervenir en les disputes entre el monestir de Gengenbach i la ciutat d'Offenburg. El successor de Rodolf va ser uns anys més tard, el comte Lluís d'Oettingen, que va ocupar el càrrec amb el seu germà. Ja el 1334 apareix com a administrador del Mortenau el marcgravi Rodolf IV que de fet era el senyor doncs el càrrec d'agutzil havia perdut totalment el seu caràcter original: Nominalment seguia sent dependent del rei, però en realitat no era un representant autoritzat del poder reial i el poder havia esdevingut hereditari. El poder imperial encara es va escapar més quan Mortenau fou hipotecat en temps de Carles IV, de manera que el territori va quedar permanent separat dels dominis imperials.
La fragmentació del poder en aquesta zona fou continua des de finals del segle XV i va causar la decadència econòmica de la regió. Una crònica de principis del segle XVI el fa centre d'activitats delictives: "El Mortnaw, anomenats així perquè l'habiten assassins i lladres ...". Els conflictes religiosos dels governants individuals durant la Reforma, va fer la resta.
Al final del segle XVIII el territori estava governat pel marcgravi de Baden, l'estat de Mahlberg, el comte de Nassau, l'estat de Lahr, el bisbe d'Estrasburg (en les àrees a la vall Rench i Ettenheim i Ettenheimmünster), el comte d'Hanau-Lichtenberg (al Hanauer Landstrasse), el comte de Geroldseck (a partir de 1634, el comte de Leyen, en les àrees dels Geroldseck a Schuttertal), el príncep de Fürstenberg (a les zones altes de la Kinzig) i el successor dels comtes d'Habsburg de Friburg sobre les restes de la Ortenau. Offenburg, Gengenbach i alguns lloc menors al Kinzigtal, van ser les ciutats imperials, que van formar els rics Harmersbach Harmersbachstal Reichstal. Hi va haver diversos petits dominis senyorials com Schmieheim, Rust, Orschweier Altdorf, Meißenheim, Schopfheim Meersburg o Windeck. El nom de Mortenau va perdre la primera lletra al final del segle XVI, i va esdevenir Ortenau.
Entre 1803 i 1806 el Ortenau va passar íntegrament al Gran Ducat de Baden. Excepció va ser el Hohengeroldseck, que només va passar a Baden el 1819.

## Agents imperials al Mortenau
- Hermann I de Geroldseck, 1261 governador d'Alsàcia, Brisgòvia i Ortenau,
- Walter III de Geroldseck, vers 1310, † 1323
- Hermann II de Geroldseck, 1296/97 governador de Mortenau, va participar el 1298 en la batalla de Göllheim
- Otto V de Ochsenstein, † 1327, 1291/1302 governador de Morteau, 1315/27 d'Alsàcia, 1318 agutzil a Speyergau
- Wolfgang de Fürstenberg, † 1509, 1507 capità i governador d'Alsàcia i Mortenau
- Franz de Mörsperg, † abans de 1567, el 1555 governador a Mortenau
- Pere de Mörsperg, † 1594, 1555 i 1587 governador a Motenau